# Zofingen (huyện)
Huyện Zofingen (tiếng Pháp: District du Zofingen, tiếng Đức: Bezirk Zofingen) là một huyện hành chính của Thụy Sĩ. Huyện này thuộc bang Aargau. Huyện Zofingen có diện tích 142 km², dân số theo thống kê của cục thống kê Thụy Sĩ năm 1999 là 57731 người. Trung tâm của huyện đóng ở Zofingen. Mã của huyện là 1910.